# Love No Theme
Singles de LOVE
White choco
(2007)
LOVE no Theme est le 1ersingle de Ai Ōtsuka sous le pseudonyme LOVE sorti sous le label Avex Trax le 11 avril 2007 au Japon. Il atteint la 22e place du classement de l'Oricon. Il se vend à 4 790 exemplaires la première semaine, et reste classé pendant 5 semaines, pour un total de 8 537 exemplaires vendus.
LOVE est un lapin créé par Ai Ōtsuka. LOVE no Theme a été utilisé comme thème musical pour le film Oshare Majo♥Love and Berry Shiawase no Mahou. LOVE no Theme se trouve sur le mini album LOVE.It.

## Liste des titres
| 1. | LOVE no Theme (LOVEのテーマ)                | 5:02 |
| 2. | LOVE no Theme (instrumental) (LOVEのテーマ) | 5:01 |

| 1. | LOVE no Theme (LOVEのテーマ) |  |